# Bát quái

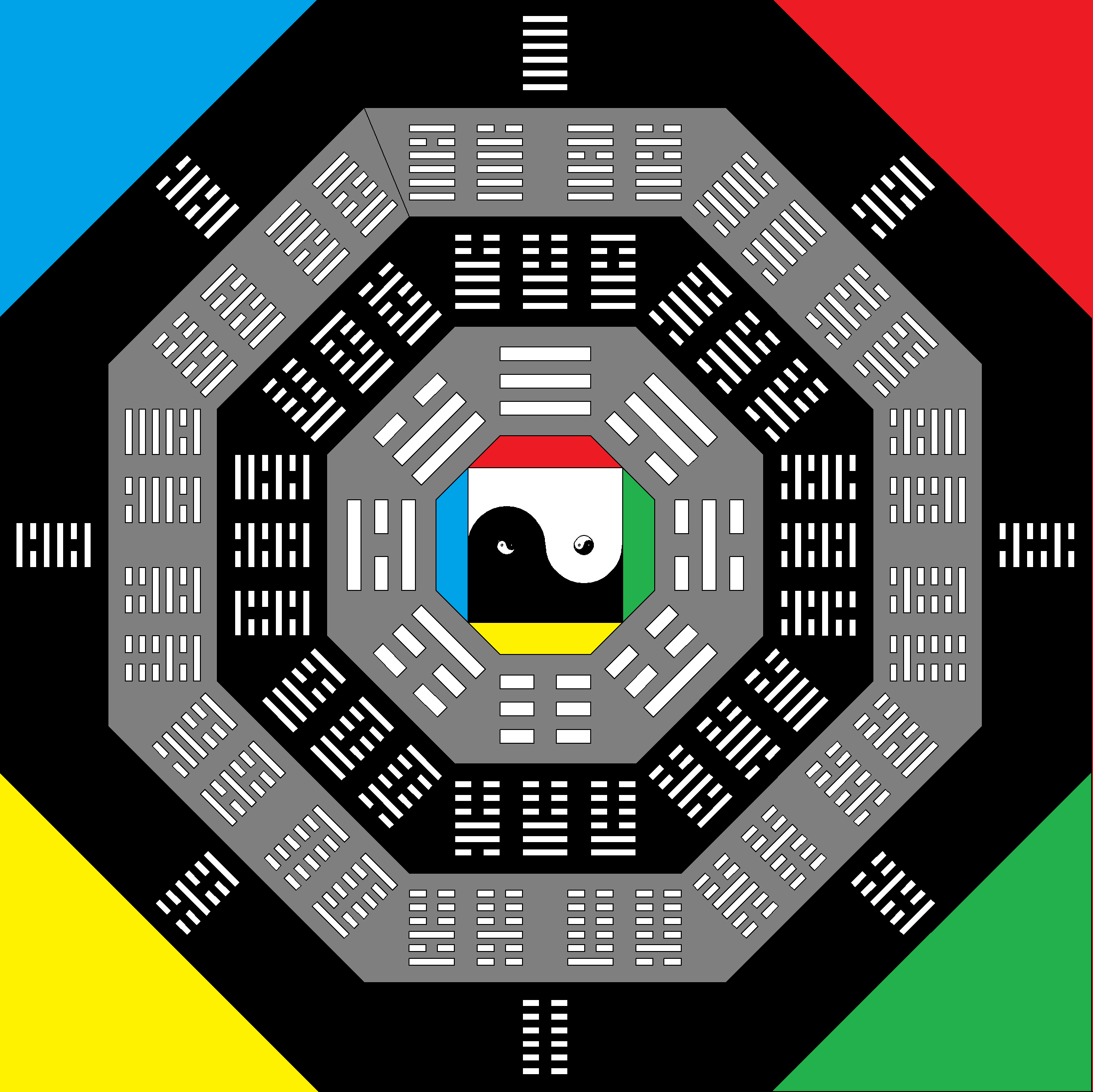
Bát quái và 64 quẻ

Bát quái (chữ Hán: 八卦) là 8 quẻ được sử dụng trong vũ trụ học Đạo giáo như là đại diện cho các yếu tố cơ bản của vũ trụ, được xem như là một chuỗi tám khái niệm có liên quan với nhau. Mỗi quẻ gồm ba hàng, mỗi hàng là nét rời (hào âm) hoặc nét liền (hào dương), tương ứng đại diện cho âm hoặc dương.
Bát quái có liên quan đến triết học thái cực và ngũ hành và cả ba đều của Kinh Dịch. Các mối quan hệ giữa các quẻ được thể hiện trong hai đồ hình là Tiên Thiên Bát Quái (先天 八卦) hay còn gọi là Phục Hy bát quái (伏羲 八卦), và Hậu Thiên Bát Quái (後天 八卦) hay còn gọi là Văn Vương bát quái. Bát quái được ứng dụng trong thiên văn học, chiêm tinh học, địa lý, phong thủy, giải phẫu học, gia đình, và những lĩnh vực khác.
Kinh Dịch của Trung Quốc cổ đại có 64 quẻ được tạo ra từ cách bắt cặp 8 quẻ của bát quái, và có những lời bình giải cho từng quẻ này.
| 乾 Càn ☰   | 兌 Đoài ☱    | 離 Ly ☲ | 震 Chấn ☳ | 巽 Tốn ☴    | 坎 Khảm ☵ | 艮 Cấn ☶ | 坤 Khôn ☷ |
| ---------- | ------------ | ------- | --------- | ----------- | --------- | -------- | --------- |
| Thiên/Trời | Trạch/Đầm/Hồ | Hỏa/Lửa | Lôi/Sấm   | Phong/Gió   | Thủy/Nước | Sơn/Núi  | Địa/Đất   |
| 天 Tiān    | 澤(泽) Zé    | 火 Huǒ  | 雷 Léi    | 風(风) Fēng | 水 Shuǐ   | 山 Shān  | 地 Dì     |

## Nguồn gốc

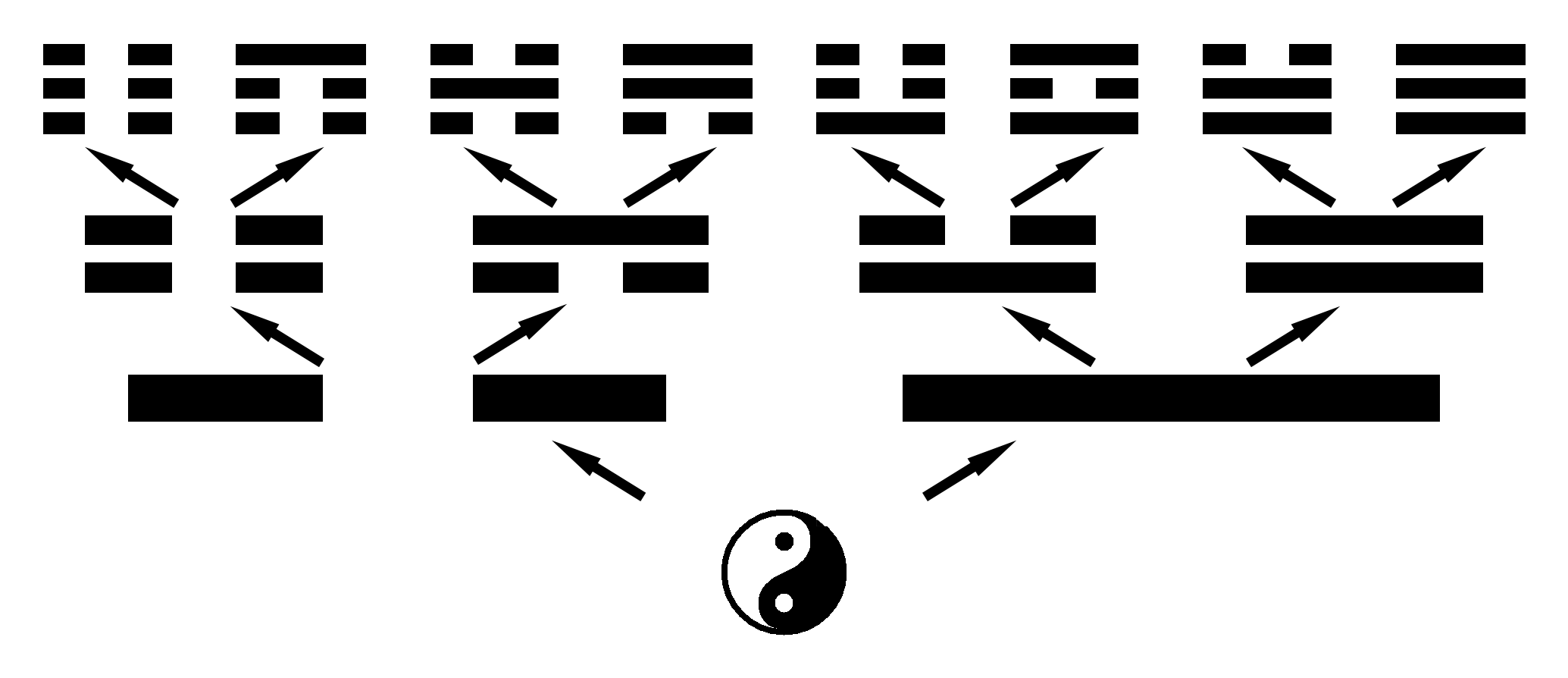
Sơ đồ hình thành bát quái.

### Tiên Thiên Bát Quái

Tiên Thiên Bát Quái đồ.

### Hậu Thiên Bát Quái

Hậu Thiên Bát Quái Đồ